# Pimelodus paranaensis
Pimelodus paranaensis är en fiskart som beskrevs av Heraldo A. Britski och Langeani, 1988. Pimelodus paranaensis ingår i släktet Pimelodus och familjen Pimelodidae. Inga underarter finns listade i Catalogue of Life.